# Harrbäcken
Harrbäcken är en by i Norrfjärdens socken och Piteå kommun, belägen med kyrkbyn Norrfjärden i väster och cirka 18 kilometer utanför Piteå.
Harrbäcken ligger i den inre viken av Storfjärden och strax nordost om Norrfjärden och vid E4:an finns en rastplats med detta namn som har vunnit pris för Sveriges bästa rastplats flera år i rad. 

## Historia
I Piteå sockens äldsta bevarade skattelängden från 1539 finns en Sven Andersson  från Harrbäcken registrerad. Han betalade bågskatt detta år för sig och sina två söner. Harrbäcken har sedan 1543 skrivits under Porsnäs men det är rimligt att anta att Harrbäcken har gått under dess ägor innan dess också. 

## Etymologi
Namnet Harrbäcken kommer troligtvis från bäcken med harr i. På 1500-talet stavades Harrbäcken som Harrbeck och syftar på bäcken som rinner genom Harrbäcken men som idag är mycket liten till skillnad från 1500-talet.